# Portal.fo
Portal.fo jsou faerské webové stránky státní společnosti Føroya Tele a v kooperaci s faerským deníkem Sosialurin také největší zpravodajský portál na Faerských ostrovech. K webu náleží také domény leinki.fo, nummar.fo, planet.fo, sel.fo a sportal.fo. Stránky jsou pouze ve faerštině.
- Webové stránky Portal.fo